# 黎玉昕

黎玉昕（越南语：／；1770年—1799年）亦作黎氏玉忻、黎氏玉欣，越南後黎朝公主、西山朝皇后，以及著名女詩人。

## 生平
景興三十一年（1770年），黎氏玉昕出生在後黎朝的都城昇龍（今河內市），她是黎顯宗的第九女，母親是昭儀阮氏玄。黎氏玉昕自幼好學多才，喜弄詩文。
景興四十七年（1786年），阮惠率西山軍以「扶黎滅鄭」的名義北伐，攻佔昇龍，推翻了鄭主政權。在阮有整的撮合下，阮惠娶黎氏玉昕為妻。不久黎顯宗逝世，黎氏玉昕支持崇讓公黎維即位，反對讓皇嗣孫黎維登基。受此影響，阮惠也曾一度想讓黎維繼位，但在眾多大臣的壓力之下，黎氏玉昕不得不勸說阮惠立皇嗣孫為新君。黎維改名為黎維祁並繼承皇位，是為黎昭統帝。
後來黎氏玉昕隨阮惠回到富春（今順化市）。光中元年（1788年）十二月，阮惠推翻後黎朝，隨後稱帝，並擊退清朝進攻。同年冊立黎氏玉昕為右宮皇后（越南语：／）。次年又冊立其為北宮皇后（越南语：／）。黎氏玉昕為阮惠生下女兒阮氏玉寶、兒子阮光德二人。
光中五年（1792年），光中帝阮惠逝世，景盛帝阮光纘繼位。景盛帝的母親是范氏蓮（一說為裴氏雁）。黎氏玉昕攜阮氏玉寶、阮光德二人隱居於富春的郊外直至逝世。在此期間，黎氏玉昕寫下了《哀思挽》、《祭光中文》等詩作，表達對阮惠的悼念。她也對西山朝嗣君的昏庸以及朝廷頻繁的內亂表示了擔憂。
景盛七年（1799年）冬，黎氏玉昕在富春逝世，諡柔懿莊慎貞一武皇后（越南语：／）。葬於京北鎮嘉林縣。

## 册文
景盛七年（1799年），禮部尚書潘輝益所作皇后諡冊文：
上言，璇闈日暖，褘褕之瑞彩方新；瑤宴雲深，霓羽之真遊永閟。几筵展敬，簡冊貽芳。欽惟大行武皇后玉殿下，秀毓銀潢，祥徵渭涘。齊媚協敷內則，嗣徽賡京室之遺音；弘光懋體至元，成化配左宮之懿範。琚瑀示儀於寰海，帨幋滋慶於邦家。荊湖弗逮龍髯，碧漢之追陪有約；蓬島倏遄鸞馭，長秋之歡侍無由。哀恫恪奉孝思，譔述參稽禮制。謹上尊號，曰柔懿莊慎貞一武皇后。伏望默垂慧鑒，光受崇稱。遡十四年煒燁，彤書善美，式留琬琰；歷千百世肅雍，清廟昭明，用妥焄𤌾。小子不勝感悟，戀慕之至。謹奉冊文，叩籲以聞。